# Medinilla radicans
Medinilla radicans är en tvåhjärtbladig växtart som först beskrevs av Carl Ludwig von Blume, och fick sitt nu gällande namn av Carl Ludwig von Blume. Medinilla radicans ingår i släktet Medinilla och familjen Melastomataceae. Inga underarter finns listade i Catalogue of Life.